# Повторний видобуток нафти
Повторний видобуток нафти (рос. вторичная добыча нефти, англ. afterproduction of oil, нім. Sekundärerdölförderung f) — розробка енергетично виснажених нафтових пластів нагнітанням у них води або газу. Для повторного видобутку нафти характерне введення енергії в пласт після виснаження його власної енергії.
У США під повторним видобутком нафти розуміють також розробку як виснажених, так і невиснажених пластів, відразу за періодом первинного видобутку.